# 黃集驤
黃集驤（1961年—），辽宁辽阳人，中國共產黨黨員，中华人民共和国军事、政治人物，中國人民解放軍少將。
1980年9月入伍，曾任成都军区政治部干部部部长，重庆警备区副政委，第14集团军政委等职。2015年9月，任成都军区政治部副主任。2016年，任西部战区政治工作部副主任。